# Firenze Foot-Ball Club
Il Firenze Foot-Ball Club è stata una società calcistica di Firenze attiva nei primi del Novecento. La squadra vinse cinque gironi toscani consecutivi (dal 1909 al 1913), quando ancora il calcio in Toscana non aveva una dimensione nazionale.

## Storia

La squadra del Firenze F.B.C. nel 1909, composta dai soldati del 3º Reggimento Genio: il caporale Capra, Forlivesi, Strozzi, Luigi Livio, Dal Bo, Bruno, Schiavio, Ricciotti, Borra, Ariotti, Brunetta.

Il Firenze Foot-Ball Club nacque nel 1908. Tra i suoi membri fondatori risultano Umberto Sensi, Mathias Shiffer, Oreste Gelli e Guido Scalvinelli, calciatore dell'Itala. Entrò poi nella società anche Luigi Livio.
Molti soldati del 3º Reggimento Genio, di stanza a Firenze, provenivano dall'Italia settentrionale, dove il gioco del calcio aveva raggiunto una diffusione maggiore. Furono proprio loro a costituire il nucleo sportivo della società. La squadrà indossò maglie bianche e calzoncini rossi, riprendendo i colori della città. Sulla maglia era inoltre presente il giglio bottonato.
Nel 1908 erano state costituite a Firenze altre società calcistiche, che si affrontarono in tornei cittadini sul Prato del Quercione, nell'odierno parco delle Cascine.

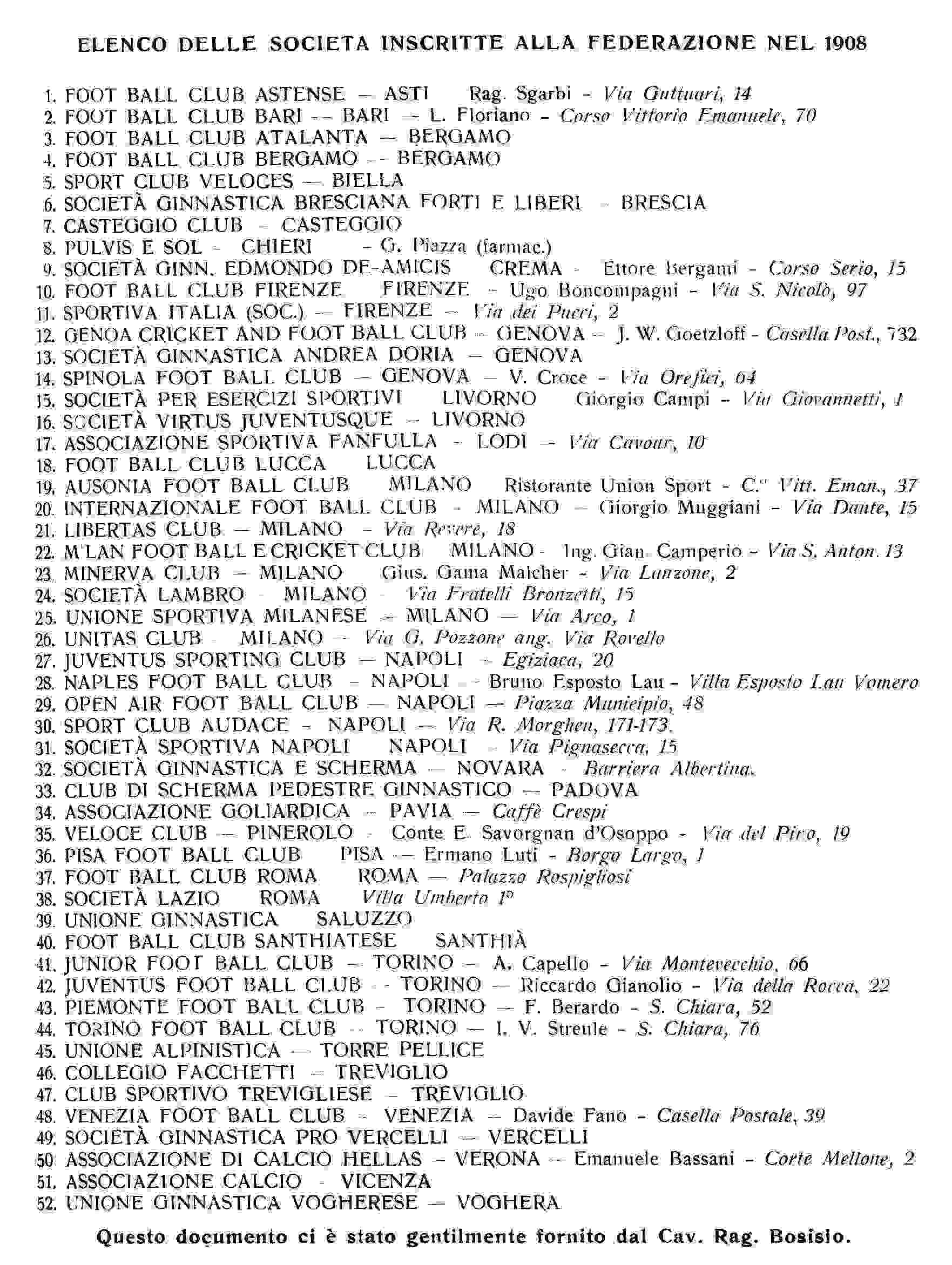
Il Firenze Foot-Ball Club, nell'elenco delle società affiliate alla FIGC del 1908.

Giocò il 25 aprile 1909 la sua prima finale del campionato toscano, vinta contro il Lucca FC. Il 30 aprile del 1910 disputò poi per una seconda volta la finale del campionato contro la SPES Livorno, dove il Firenze FBC risultò ancora una volta vincente; nello stesso anno, il 20 febbraio conquistò il Trofeo Challenge Benizzi, mentre il 15 maggio a Lucca incontrò in amichevole l'Internazionale, e nell'occasione il Ministero della Guerra consegnò al club una medaglia d'argento (vittoria dei milanesi per 4 a 2). Nel 1911, esattamente il 30 aprile, arrivò a vincere il terzo campionato regionale, ottenuto in finale per il secondo anno di seguito contro la SPES Livorno; il 14 maggio vinse poi la Medaglia Orefice contro la Juventus-Firenze. Nell'annata 1912, il 31 marzo arrivò il quarto trionfo nel campionato toscano, per la terza volta consecutiva contro la compagine livornese. Il 9 maggio 1913 ci fu la quinta ed ultima vittoria del campionato regionale, il Firenze III batté nuovamente nella finale la SPES Livorno; il 1º maggio scese poi in campo al Quercione per lo Scudo Capanni-Torneo dell'Ascensione. Il 19 aprile dell'anno dopo, ancora al Quercione, giocò il Torneo Primi Calci.
Prese parte a tre campionati di Prima Categoria dal 1912-13 al 1914-15, non riuscendo mai a superare la fase regionale.
L'ultima apparizione della società avvenne il 16 maggio del 1915, quando la squadra riserve giocò la finale del Campionato di Terza Categoria toscana 1914-1915. Grazie all'ampia vittoria casalinga di 11-1 per i fiorentini contro le riserve del Pisa, il Firenze si aggiudicò il campionato; a causa della prima guerra mondiale, i propri atleti – per la maggior parte militari – furono infatti inviati al fronte: la squadra si scioglie poco dopo, venendo assorbita dalla sezione calcio del Club Sportivo Firenze.

## Palmarès
- Terza Categoria 1909
- Terza Categoria 1909-1910
- Terza Categoria 1910-1911
- Seconda Categoria 1911-1912
- Terza Categoria 1912-1913
- Terza Categoria 1914-1915

## Emulazione
Nell'ottobre del 2010 è stata costituita una società rievocativa dall'attuale presidente Gianluca Cecchini e da altri appassionati.